# شائك الذنب فيليبسي
شائك الذنب فيليبسي أو عضرفوط ريدجباك فيليبس (الاسم العلمي: Acanthocercus phillipsii)، نوع عظاءات من فصيلة العضرفوطيات. هي عظاءة صغيرة الحجم توجد في إريتريا، وإثيوبيا، والصومال.